# Sumursongo
Sumursongo is een bestuurslaag in het regentschap Magetan van de provincie Oost-Java, Indonesië. Sumursongo telt 2319 inwoners (volkstelling 2010).